# 1833 w polityce

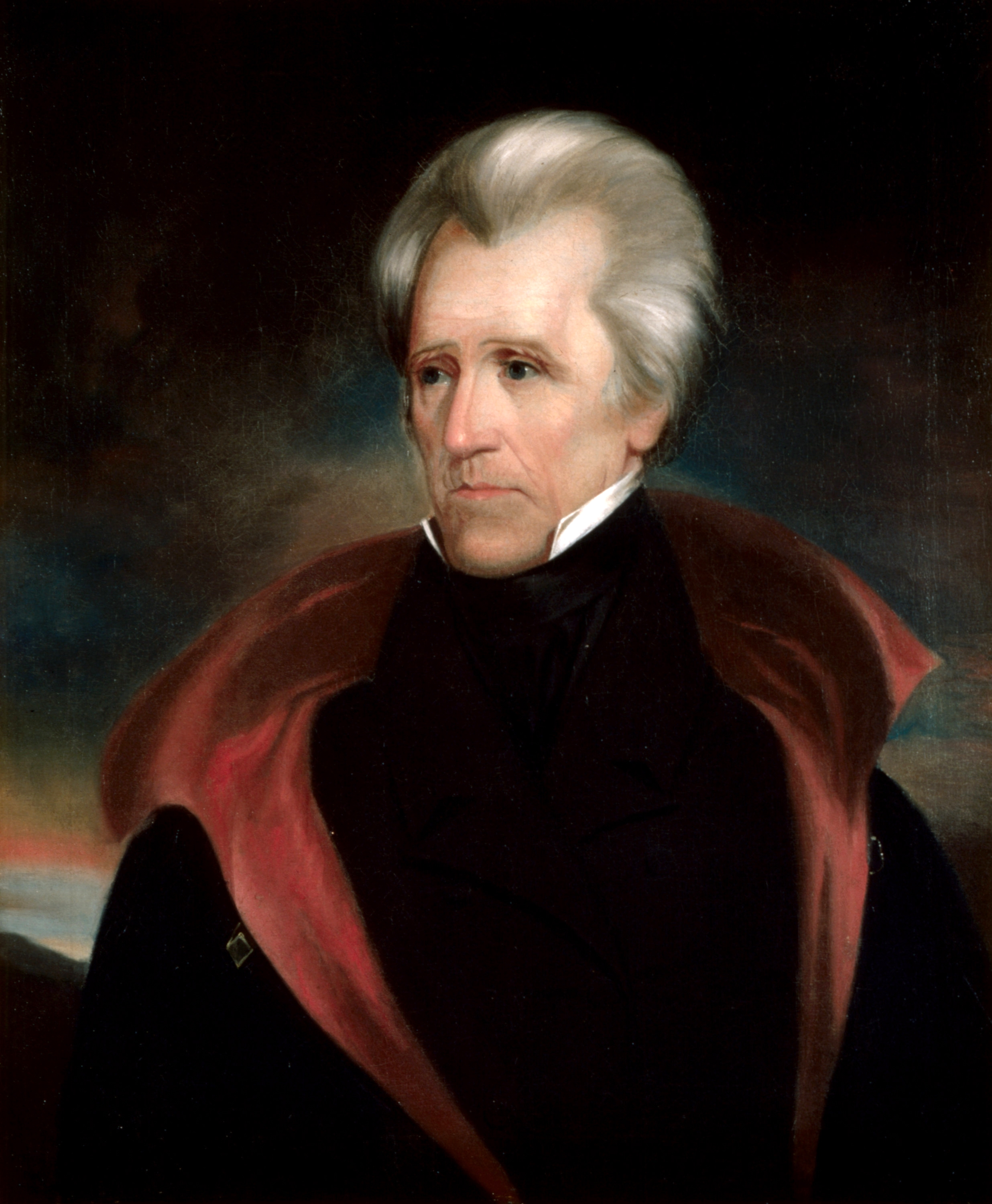
Andrew Jackson

Wydarzenia polityczne w 1833 roku.

## Wydarzenia
- 4 marca Andrew Jackson został zaprzysiężony na drugą kadencję[1].
- 5 lipca Bitwa koło Przylądka Świętego Wincentego w czasie wojny portugalskiej.
- 14 grudnia Kaspar Hauser został zraniony sztyletem[2].
- 17 grudnia Kaspar Hauser zmarł[2].
- Uchwalenie przez parlament brytyjski Slavery Abolition Act[3]
- 11 września została ogłoszona nowa Konstytucja Wolnego Miasta Krakowa[4].

## Urodzili się
- 17 marca -  Karol Majewski, działacz konspiracyjny, przewodniczący Rządu Narodowego w czasie Powstania Styczniowego, zesłaniec syberyjski[4].